# Línia 3 del metro de París
La línia 3 del metro de París és una de les setze línies del metro de París. Enllaça l'estació de Pont de Levallois - Bécon, a Levallois-Perret, amb Gallieni, a Bagnolet. Es va obrir l'any 1904, sent la tercera línia del sistema, i ha estat subjecte de diverses ampliacions.
El 1971 es va construir una perllongació cap a l'est fins a Gallieni, amb el resultat que el tram entre Gambetta i Porte des Lilas deixés de pertànyer a la línia 3 i es va crear la línia 3bis amb només quatre estacions.
La línia 3 té una longitud d'11,66 quilòmetres, i travesa París d'oest a est a la riba dreta. Dona servei a barris residencials del XVIIe arrondissement, la gare Saint-Lazare, les grands magasins, el districte de negocis i l'est de París. La línia va transportar 67 milions de viatgers l'any 2004, i és la novena en transport de viatgers.

## Història

### Cronologia

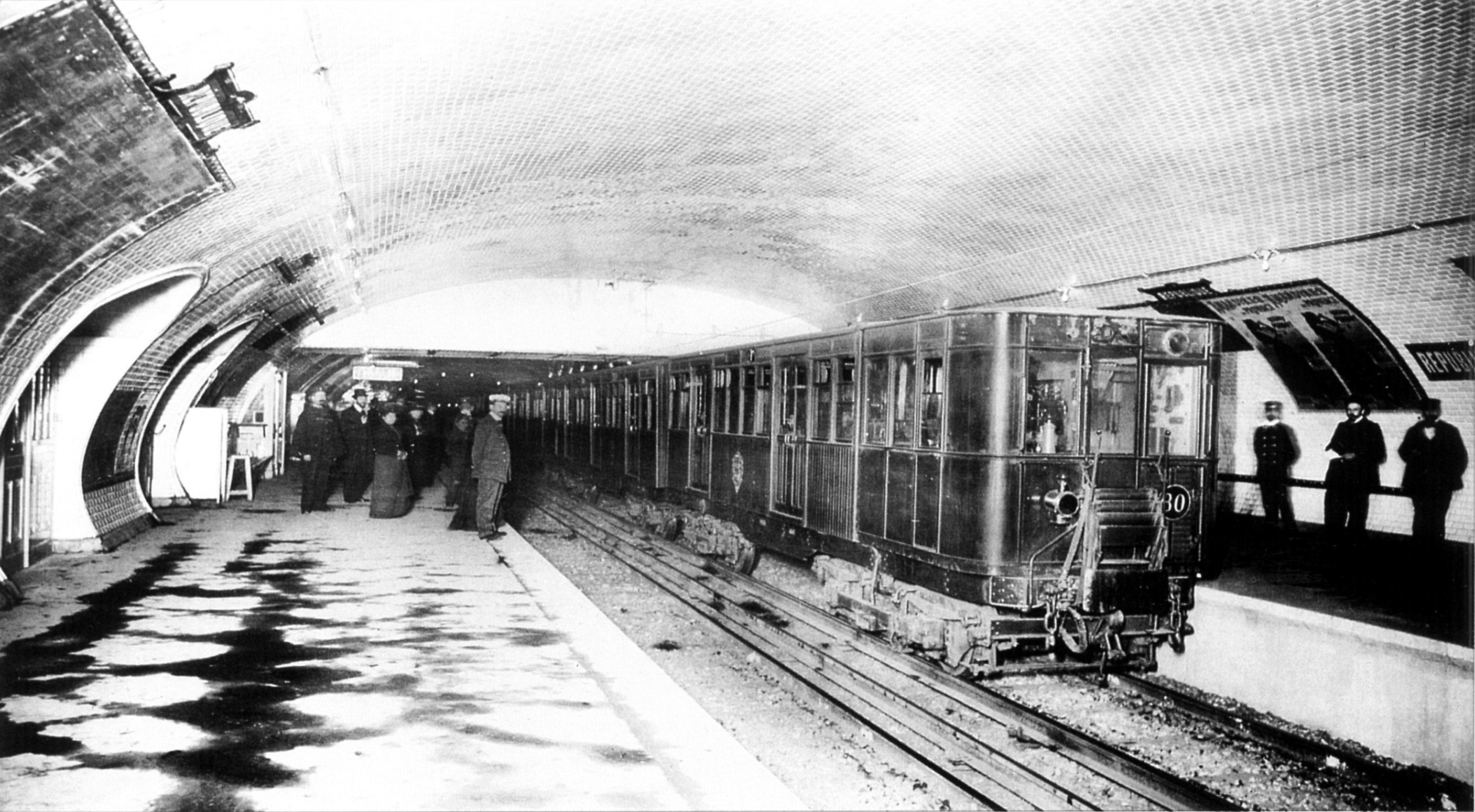
Tren Thomson sèrie 300 a l'estació République (1904).

- 19 d'octubre de 1904: obertura del tram Villiers - Père Lachaise
- 25 de gener de 1905: perllongament fins Gambetta
- 23 de maig de 1910: ampliació fins Pereire
- 15 de febrer de 1911: s'obre l'estació de Porte de Champerret
- 27 de novembre de 1921: perlloganment fins Porte des Lilas
- 24 de setembre de 1937: posada en servei de Pont de Levallois - Bécon
- 23 d'agost de 1969: s'inaugura la nova estació de Gambetta
- 27 de març de 1971: desconnexió de les estacions per crear la línia 3bis
- 2 d'abril de 1971: perllongament fins Gallieni